# إثيل كلايتون
إثيل كلايتون (بالإنجليزية: Ethel Clayton)‏ هي ممثلة أمريكية، ولدت في 8 نوفمبر 1882 في الولايات المتحدة، وتوفيت بنفس المكان في 6 يونيو 1966.

## أعمال

### أفلام
- (1933) أسرار
- (1938) لو كنت ملك

## وصلات خارجية
- إثيل كلايتون على موقع IMDb (الإنجليزية)
- إثيل كلايتون على موقع أول موفي (الإنجليزية)
- إثيل كلايتون على موقع قاعدة بيانات برودواي على الإنترنت (الإنجليزية)
- إثيل كلايتون على موقع قاعدة بيانات الأفلام السويدية (السويدية)
- إثيل كلايتون على موقع قاعدة بيانات الفيلم (الإنجليزية)